# 北海道道782号上登別室蘭線
北海道道782号上登別室蘭線（ほっかいどうどう782ごう かみのぼりべつむろらんせん）は、北海道登別市と室蘭市を結ぶ一般道道（北海道道）である。

## 概要

### 路線データ
- 起点：北海道登別市上登別町（北海道道2号洞爺湖登別線交点）
- 終点：北海道室蘭市高砂町1丁目（北海道道107号室蘭環状線交点）
- 総延長：18.997 km
- 実延長：17.989 km
- 重用延長：1.008 km

### 道路管理者
- 胆振総合振興局 室蘭建設管理部 登別出張所

## 歴史
- 1972年（昭和47年）3月31日 - 路線認定[1]。

## 路線状況

### 道路施設

#### 主な橋梁
- 新登別大橋（240 m、登別川、登別市上登別町 - 登別市札内町）

## 地理

### 通過する自治体
- 胆振総合振興局
  - 登別市
  - 室蘭市

### 交差する道路
登別市
- 北海道道2号洞爺湖登別線 - 上登別町（起点）
- 道央自動車道 - 千歳町（接続はしない）
- 北海道道327号弁景幌別線 - 富士町5丁目

室蘭市
- 北海道道107号室蘭環状線 - 高砂町1丁目（終点）

### 沿線にある施設など
登別市
- 日本工学院北海道専門学校
- 岡志別の森運動公園
- 新川公園
- 登別桜木簡易郵便局
- 登別市立青葉小学校
- 陸上自衛隊幌別駐屯地
- 登別市総合体育館
- 北海道登別青嶺高等学校
- わかさいも本舗登別本店（登別工場）
- 道南バス若山営業所

- 登別ショッピングセンター[2]
  - マックスバリュ登別店
  - DCM登別店
  - ツルハドラッグ登別富岸店

- 登別市立富岸小学校
- イオン登別店
- 北洋銀行登別支店
- 登別新生郵便局
- 若草中央公園
- 室蘭信用金庫若草支店
- 若草公園
- 登別市立若草小学校
- 室蘭総合自動車学校
- 伊達信用金庫わしべつ支店